# ステロイドホルモン
ステロイドホルモン (steroid hormones) とは脊椎動物や節足動物などにホルモンとして作用するステロイドである。脊椎動物のステロイドホルモンは結合する受容体により以下のように分類することができる。
- 副腎皮質ホルモン -  アルドステロン（鉱質コルチコイド） ,  糖質コルチコイド
- 性ホルモン -  アンドロゲン(男性ホルモン) , エストロゲン(卵包ホルモン), 黄体ホルモン他

ビタミンD誘導体はホルモン様受容体に結合するホルモン系に関係するが、化学構造的にはステロイドというよりはステロールに属する。
炎症性疾患の治療のために用いられる、いわゆるステロイド内用薬、ステロイド注射薬は、ステロイドホルモンを配合した薬品（ステロイド剤）のことであり、多くの場合は糖質コルチコイドおよびその改変型が用いられる。また、スポーツなどでその投与がドーピング問題として取り上げられることがある「ステロイド」とは、ステロイドホルモンと同様あるいはそれより強力なホルモン作用を持つ人工的に合成されたステロイドであり、アルドステロンやアンドロゲンgvjj9 が用いられる。ステロイド軟膏（ステロイド外用薬）は皮膚炎の治療にも使用される。
また、節足動物におけるエクジソンのようなエクジステロイド（英: ecdysteroid）も含む。

## 概略
天然型ステロイドホルモンは一般に生殖腺や副腎においてコレステロールから合成され、それらのホルモン分子の構造は脂質であり、それらは細胞膜に達すると容易に内部に通過し細胞核へ到達する。肝臓で解毒を行う酵素として知られるシトクロムP450（英語: Cytochrome P450）は、ステロイドホルモンの生合成に関与している。
ステロイドやステロールは脂質に溶解するので血液から標的細胞の 細胞膜やその中の細胞質へとかなり自由に拡散することができる。したがってステロイドホルモンもその誘導体も細胞膜を通過することができ、細胞内にある受容体と結合する。これはペプチドホルモンが極性の為に細胞膜を通過せず、細胞膜上の受容体と結合し、シグナル伝達を行うのと対照的である。
細胞質中ではステロイドは酵素が関与する、還元、ヒドロキシ化、芳香化などの、変換を受けたり、そのままであったりする。そして細胞質中でステロイドは特異的な受容体と結合する。ステロイドとステロイド受容体との結合は多くの場合は二量体を形成する。2つの受容体サブユニットが互いに結合してDNAに結合する機能を持つユニットが形成され、それは細胞核.に入ることができる。ホルモンシステムのいくつかは熱ショックタンパク質に関連した受容体（分子シャペロン）であることが知られている。ホルモンが核内に入り込むと、ステロイド-受容体基質複合体は特定のDNA配列と結合し、標的遺伝子の転写を誘導する。
ステロイドホルモンは血液中では一般に特定の輸送タンパク質と結合している。性ホルモンやコルチコイドはグロブリンと結合している。さらなる構造変換や異化は肝臓や周辺組織あるいはホルモンの標的組織で行われる。また、組織に広く分布するために血液や組織液中にいる時間が長い。その結果、水溶性のものに比べ持続性の長い応答に関わる傾向が見られる。

## 生理作用
ステロイドホルモンは、その機能から、性ホルモン、糖質コルチコイド、鉱質コルチコイドなどに分類される（性ホルモンはタンパク同化ホルモンも含む）が、多義的な作用を持つことがほとんどである。すなわち、糖質コルチコイドであっても鉱質コルチコイドのような塩類代謝作用を微弱ながらも持っており、機能による分類は一応の目安に過ぎない。また、ステロイドホルモンはみな、生体のエネルギー利用を助ける方向に作用し、血糖値の上昇、水分の保持、気分の高揚などの作用を持つ。このため、副腎皮質の機能不全や、副腎皮質を制御する下垂体の機能不全でステロイドホルモンが不足すると、全身の倦怠感などが出現する。
いわゆる環境ホルモン（内分泌撹乱物質）は、ステロイドホルモンの受容体と結合し転写を阻害、または不適切なときに促進し生体に悪影響を及ぼすことが多い。

## 生合成

ヒトのステロイドホルモン生成における酵素と酵素が存在する細胞器官、基質ならびに生成物の全体図。

### アルドステロン生合成経路
1. コレステロール → 20α,22β-ジヒドロキシコレステロール EC 1.14.15.6
2. 20α,22β-ジヒドロキシコレステロール → プレグネノロン EC 1.14.15.6
3. プレグネノロン → プロゲステロン EC 1.1.1.145、EC 5.3.3.1
4. プロゲステロン → 11-デオキシコルチコステロン EC 1.14.99.10
5. 11-デオキシコルチコステロン → コルチコステロン EC 1.14.15.4
6. コルチコステロン → 18-ヒドロキシコルチコステロン EC 1.14.15.5
7. 18-ヒドロキシコルチコステロン → アルドステロン EC 1.14.15.5

### コルチゾール・コルチゾン生合成経路
1. プレグネノロン → 17α-ヒドロキシプレグネノロン EC 1.14.99.9
2. 17α-ヒドロキシプレグネノロン → 17α-ヒドロキシプロゲステロン EC 1.1.1.145、EC 5.3.3.1
3. 17α-ヒドロキシプロゲステロン → 21-デオキシコルチゾール EC 1.14.15.4
4. 21-デオキシコルチゾール → コルチゾール EC 1.14.99.10
5. コルチゾール ⇔ コルチゾン EC 1.1.1.146

### エストロン、エストラジオール生合成経路
1. 17α-ヒドロキシプレグネノロン → デヒドロエピアンドロステロン EC 4.1.2.30
2. デヒドロエピアンドロステロン → アンドロスタンジオール EC 1.1.1.51
3. デヒドロエピアンドロステロン → アンドロステンジオン EC 1.1.1.145、EC 5.3.3.1
4. アンドロスタンジオール → テストステロン EC 1.1.1.145、EC 5.3.3.1
5. テストステロン → 19-ヒドロキシテストステロン EC 1.14.14.1
6. 19-ヒドロキシテストステロン → 19-オキソテストステロン EC 1.14.14.1
7. 19-オキソテストステロン → エストラジオール EC 1.14.14.1
8. エストラジオール ⇔ エストロン EC 1.1.1.62
9. テストステロン ⇔ アンドロステンジオン EC 1.1.1.64
10. アンドロステンジオン → 19-ヒドロキシアンドロステンジオン EC 1.14.14.1
11. 19-ヒドロキシアンドロステンジオン → 19-オキソアンドロステンジオン EC 1.14.14.1
12. 19-オキソアンドロステンジオン → エストロン EC 1.14.14.1
13. アンドロステンジオン → アンドロスタンジオン EC 1.3.99.5
14. アンドロスタンジオン → アンドロステロン EC 1.1.1.50
15. アンドロステンジオン → 11β-ヒドロキシアンドロステンジオン
16. 11β-ヒドロキシアンドロステンジオン → アドレノステロン EC 1.1.1.146

### 反応の経路図

コレステロールからアルドステロンまでの生合成経路
プレグネノロンからコルチゾール・コルチゾンまでの生合成経路
17α-ヒドロキシプレグネノロンからテストステロンなどの生合成経路

## 合成ステロイド・合成ステロール
さまざまな合成ステロイドや合成ステロールが創り出されている。その多くはステロイド化合物であるが、似た分子形状の為にステロイド受容体に作用しうる非ステロイド分子も含まれる。受容体作用の点でいくつかの合成ステロイドは天然型ステロイドよりも弱いが、あるものは天然型以上に強いものもある。
次に合成ステロイドホルモンの一部を示す。
- 糖質コルチコイド: プレドニゾン[3](略号PDN), デキサメサゾン(略号DX), トリアムシノロン

デキサメサゾン
トリアムシノロン

- 鉱質コルチコイド: フルドロコルチゾン[4]
- ビタミンD: ジヒドロタキステロール[5]
- アンドロゲン: オキシアンドロン[6], デカドラボリン[7] (タンパク同化ホルモン[8]として知られている)
- エストロゲン: ジエチルスチルベストロール[9] (略号DES)
- プロゲスティン: ノルエチンドロン[10], 酢酸メドロキシプロゲステロン[11]

## 医薬品
ステロイドホルモン、あるいは合成ステロイドは医薬品としても用いられる。

### 副腎皮質ホルモン（ステロイド）系（グルココルチコイド系）
最も著名なステロイド剤で日常的によく使用されているのが、グルココルチコイド系のステロイドホルモン（副腎皮質ホルモン）およびその合成アナログである。グルココルチコイド系ステロイドはリンパ球の走化を抑え、炎症を強力に抑制するなど、広く生体環境の恒常作用を有する。部位特異的に作用する薬剤とは異なり、遺伝子に直接的に作用して効果をもたらし、幅広い様々な病態改善に使用される。気管支喘息、アトピー性皮膚炎を代表とするアレルギー疾患をはじめ、膠原病、多発性硬化症など自己免疫疾患に対する治療薬として利用されるほか、悪性リンパ腫に対して著効する。一方で、感染症を併発している病態での使用はその感染源である細菌等の生体浸潤を助長するおそれがあるほか、特に重大疾患においては非常に効果が高い反面で重篤なものを含む多彩な副作用も認められており、その使用には慎重を要する薬剤の一つでもある。
抗炎症薬として使用されているものには、抗炎症活性を高め、かつ本来の血糖値制御などのホルモン活性を低める目的で修飾基を改変されたものもある（プレドニゾロン、デキサメサゾンなど）。
ステロイド内服薬・ステロイド外用薬・吸入ステロイド・点滴・座薬・点眼薬などの形態が存在する。
医師による処方薬のみならず、一般に販売される市販薬にも含まれているものがある。

### 筋肉増強剤
筋肉増強剤に使用されるステロイドはアナボリックステロイド（蛋白同化ステロイド）とも呼ばれる。